# Gurvanbayan, Khentii
Gurvanbayan (tiếng Mông Cổ: Гурванбаян) hay Khurkh (tiếng Mông Cổ: Хурх) là một thị trấn ở sum Ömnödelger, tỉnh Khentii, miền đông Mông Cổ. Vào năm 2009, dân số thị trấn là 1.019 người.
Gurvanbayan là một khu định cư nông nghiệp trồng trọt. Nó là trung tâm của sum Gurvanbayan cũ. Có một bệnh viện trong khu định cư này.